# 武力の説教
『武力の説教』（ぶりょくのせっきょう、原題：The Soul Herder）は1917年に公開されたジョン・フォードが監督したアメリカのサイレント 西部劇 映画である。主演はハリー・ケリー。この映画は 失われた映画とされている。この映画は1917年8月3日オハイオ州デイトンで初公開された。

## キャスト
- ハリー・ケリー
- モリー・マローン
- フート・ギブソン
- ジーン・ハーショルト
- フリッツィ・リッジウェイ
- デューク・R・リー
- ウィリアム・ゲッチンガー（ウィリアム・スティール）
- エリザベス・ジェームズ
- ベスター・ペッグ